# ان‌جی‌سی ۱۶۲
ان‌جی‌سی ۱۶۲ (انگلیسی: NGC 162) ستاره‌ای در صورت فلکی آندرومدا است که در سال ۱۸۶۲ میلادی توسط هاینریش لویی داره کشف شد.